# Bharat Heavy Electricals Limited Ranipur
Bharat Heavy Electricals Limited Ranipur es una ciudad industrial situada en el distrito de Haridwar,  en el estado de Uttarakhand (India). Su población es de 46948 habitantes (2011). 

## Demografía
Según el censo de 2011 la población de Bharat Heavy Electricals Limited Ranipur era de 46948 habitantes, de los cuales 24893 eran hombres y 22055 eran mujeres. Bharat Heavy Electricals Limited Ranipur tiene una tasa media de alfabetización del 90,43%, superior a la media estatal del 78,82%: la alfabetización masculina es del 94,74%, y la alfabetización femenina del 85,59%.